# Baron (Oise)
Baron is een dorp in Frankrijk op 45 km ten noordoosten van het centrum van Parijs.
Het was de woonplaats van de componist Albéric Magnard, 1865-1914.

## Kaart
De onderstaande kaart toont de ligging van Baron (Oise) met de belangrijkste infrastructuur en aangrenzende gemeenten.

## Demografie
Onderstaande figuur toont het verloop van het inwonertal, bron: INSEE-tellingen. 

## Websites
- (fr)  Statistische informatie op de website van INSEE

1. ↑  Populations de référence 2022.